# 犹太教三大节期
犹太教三大节期，又称作“三大朝圣日”（Shalosh Regalim），是犹太教经典《希伯來圣经》中明订的三大节期。这个称呼源自古时犹太人在庆祝这三个节期时，都需要从以色列地境内各地步行至耶路撒冷朝圣，并带着祭祀之物到当地的圣殿献上。
三大节期分别是：
- 住棚节
- 逾越节
- 七七节

## 參看
- 猶太教
- 宗教學